# Isabellspötter
Der Isabellspötter (Iduna opaca, Syn.: Hippolais opaca) ist ein unscheinbarer, einheitlich braun-weißer Singvogel aus der Gattung Iduna innerhalb der Familie der Rohrsängerartigen (Acrocephalidae). Er ist ein Brutvogel in Teilen der Iberischen Halbinsel und im Maghreb, der in Westafrika überwintert.
Das Artepitheton kommt von lat. opacus, was „schattig“ oder „undeutlich“ bedeutet.

## Beschreibung

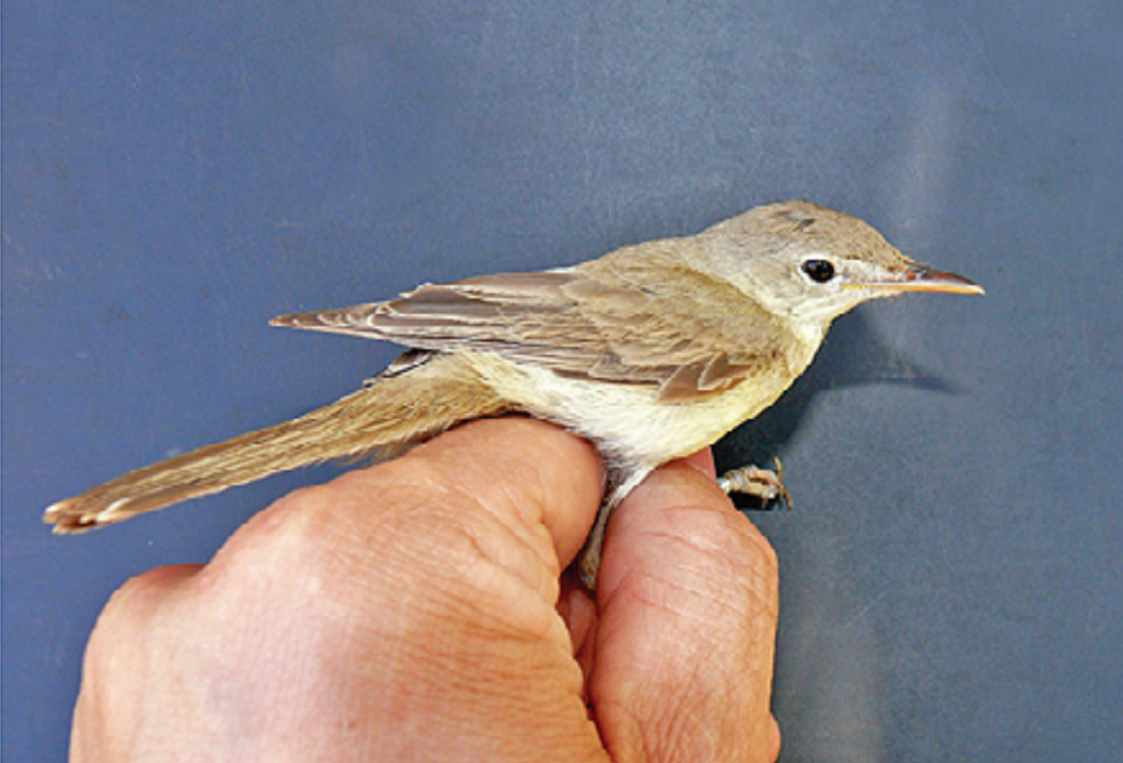
Isabellspötter in der Hand, gefangen in Zouala, Marokko im April 2011

### Aussehen
Mit einer Länge von 13 bis 14,5 cm ist der Isabellspötter ein mittelgroßer bis großer Spötter mit schlankem Körperbau, bei dem – wie bei Rohrsängerartigen üblich – kein Sexualdimorphismus besteht. Die Oberseite ist einfarbig hellbraun oder – wie der deutsche Name besagt – isabellfarben, wobei bei relativ frisch gemausertem Gefieder und bewölktem Wetter eine leichte olivgrüne Färbung auszumachen ist. Die Tönung ist am Rumpf wärmer und mit ockerfarbenem Stich. Auch die Farbe der Flügel wirkt homogen, da ihre Federn keine hellen Säume aufweisen; nur die Alula bildet einen etwas dunkleren Kontrast. Der verhältnismäßig lange Schwanz hat bräunlich-weiße, sehr undeutliche Spitzen. Die Unterseite ist weißlich gefärbt mit einem gelbbraunen Anflug auf den Brustseiten und Flanken. Der Schnabel wirkt überproportional lang und breit und hat häufig konvexe Seiten; er ist oben dunkelgrau bis braun und unten dumpf gelblich-braun. Der Kopf wirkt insgesamt recht einfarbig und erinnert damit an einen Orpheusspötter, zumal der kurze, hell sandfarbene Überaugenstreif, der sich von der Schnabelbasis bis zum Auge erstreckt und dort in einen undeutlichen Augenring übergeht, und der ebenfalls helle Zügel nur einen geringfügigen Kontrast zum restlichen Kopf bilden. Die Ohrdecken und Wangen sind einfarbig hellbraun und es ist kein Augenstreif erkennbar. Die Iris ist dunkelbraun. Die recht kräftigen Beine und Füße sind von graubrauner oder gräulich-fleischfarbener Farbe.
Im abgetragenen Gefieder vor der Vollmauser, die von Oktober bis Dezember oder Januar stattfindet, sind Isabellspötter allgemein blasser gefärbt: Oberseits sind sie dumpfer braun, unterseits weißlicher.
Juvenile Vögel sind oberseits blasser gefärbt als adulte Vögel, besonders am Kopf. Der Augenring ist nicht so gelbbraun und die Flügel sind noch einfarbiger, außerdem ist der Schwanz blasser und bräunlicher.

### Artabgrenzung
Es besteht eine große Ähnlichkeit zum Blassspötter, insbesondere der saharischen Unterart I. p. reiseri, zum Orpheusspötter und zum Teichrohrsänger.
Vom Blassspötter ssp. reiseri, mit dem der Isabellspötter sympatrisch in Südost-Marokko und Algerien vorkommt, unterscheidet er sich durch die geringere Größe, insbesondere durch den dünneren, kürzeren Schnabel, den ebenfalls dünneren und kürzen Schwanz und die schlankeren Beine. Außerdem hat er einen flacheren Oberkopf, was den visuellen Schwerpunkt des Kopfes auf den Schnabel legt. Im frischen Gefieder ist die Färbung des Blassspötters ssp. reiseri insgesamt blasser und sandfarbener und dieser hat ein helles Flügelfeld. Weitere Unterscheidungsmerkmale, die für alle Unterarten des Blassspötters zutreffen, sind dessen markantere Kopfzeichnung, die durch den Kontrast zwischen deutlichem, hellen Überaugenstreif und dunklem Zügel hervorgerufen wird. Zudem hat er ein insgesamt gräulicheres Gefieder sowie hellere Ränder der Schwanzfedern, die an der Spitze besonders breit und auffällig sind. Im abgetragenen Gefieder, das im Spätsommer getragen wird, sind diese Gefiederunterschiede allerdings nicht mehr oder nur noch schwer sichtbar, weswegen man dann zur Bestimmung auf den Vergleich der Körperproportionen zurückgreifen muss. Ein weiterer Unterschied liegt in der Bewegungsweise: Während der Blassspötter ständig mit dem Schwanz wippt, hält ihn der Isabellspötter still.
Der Orpheusspötter kommt häufig in ähnlichen Habitaten vor und besitzt ähnliche Rufe, hat jedoch im Allgemeinen einen stämmigeren Körperbau und ist oberseits dunkler und olivfarbener sowie unterseits gelblicher; es kann aber auch in Ausnahmefällen sehr blasse Individuen geben. Außerdem hat der Orpheusspötter einen runderen Kopf, einen kürzeren Schnabel, einen nicht farblich abgehobenen Zügelstreif und sein Schwanz ist kürzer. Wenn der Vogel singt, ist die Bestimmung jedoch einfach, da der Gesang des Orpheusspötters im Gegensatz zu dem des Isabellspötters (s. u.) extrem schnell und abwechslungsreich ist.
Zur Unterscheidung vom Teichrohrsänger beachte man dessen dunklere, wärmer gefärbte Oberseite und die cremefarbene Unterseite. Außerdem sind seine Kopfkontraste deutlich ausgeprägter und der Schnabel ist dünner. Die Handschwingenprojektion und die Unterschwanzdecken sind zudem länger, der Schwanz ist abgerundet und die Beine sind durchschnittlich dunkler.

### Stimme
Der Gesang wird vom Männchen ab November bis Anfang Juli vorgetragen, ist also in den Winterquartieren, auf dem Zug und in den Brutgebieten zu hören. Meist erklingt er aus dichtem Laubwerk heraus, seltener von einem freistehenden Ast. Die relativ lauten Gesangsstrophen dauern zwischen zwei und zehn Sekunden, manchmal auch bis zu einer halben Minute, und sind im Vergleich zum Blassspötter (ssp. elaeica) nicht so rau und kratzend, außerdem langsamer und deutlicher differenziert. Ihnen fehlt zudem das stetige Auf und Ab in der Tonhöhe, wie es beim Blassspötter auftritt. Die Strophen haben ähnlich wie beim Teichrohrsänger und anderen Rohrsängern einen plaudernden Klang, von deren Gesangsstrophen unterscheiden sie sich jedoch durch das Fehlen von zwei- oder dreifachen Tonwiederholungen und durch den abwechslungsreicheren Klang. Es sind wie bei Gelb- und Orpheusspötter oft nasale Töne eingebaut. Der Gesang wird häufig von schnalzenden, nasalen Rufen eingeleitet, die wie die des Blassspötters klingen und mit „tscheck“ umschrieben werden können. Weitere Rufe sind grasmückenähnliche „tack“-Laute, die im Abstand von zwei bis drei Sekunden wiederholt werden, ein nasales „jerr“, bei Unruhe ein zirpendes „trrrt-trrtrt“ und in der Brutzeit in Nähe des Nestes als Alarmruf ein „tschick-tick-tick-tick“.

### Verhalten
Die Nahrungssuche dieses lebhaften und zutraulichen, aber dennoch versteckt lebenden Vogels erfolgt in der Regel in Baumkronen und oberen Regionen von Büschen, wo er mit recht großen Sprüngen umherhüpft und dabei häufig Rufe abgibt. Er bewegt seinen Schwanz dabei im Gegensatz zu den meisten anderen Hippolais- und Iduna-Arten nicht, statt ihn abwärtszuschlagen oder damit zu zucken, abgesehen von einem schwachen Zittern beim Singen. Bei Erregung stellt er seine Kopffedern auf, wodurch hinter dem Auge eine zerstrubbelte Haube entsteht. Vor allem Durchzügler kommen zum Insektenfang auch vorübergehend auf den Boden, wo sie sich aber nicht lange aufhalten. Der Flug erscheint schnell und direkt. Im Brutgebiet und im Winterquartier ist der Isabellspötter ein territorialer Einzelgänger, wobei er jedes Jahr dasselbe Überwinterungsgebiet aufsucht. Auf dem Zug tritt er hingegen oft in Gruppen von vier bis fünf Individuen auf.

## Verbreitung und Wanderungen

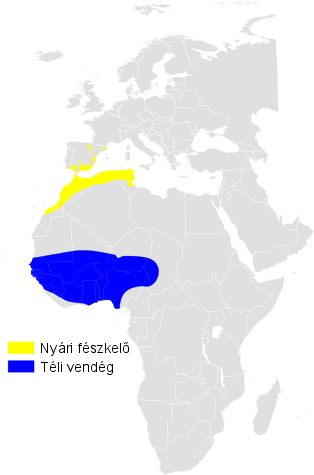
Verbreitung des Steppenspötters:
Brutgebiete
Überwinterungsgebiete

In Europa ist das Vorkommen auf Teile Spaniens und Südost-Portugals beschränkt, wo insgesamt nur wenige tausend Paare brüten. In Südspanien ist die Art stellenweise häufig, nach Norden und Osten hin werden die Vorkommen jedoch immer spärlicher, wobei Valencia und das Ebrotal die Nordgrenze des Verbreitungsgebiets darstellen. In Nordafrika kommt die Art als Brutvogel im Maghreb vor und ist insbesondere in Marokko ein weitverbreiteter und häufiger Vogel. Seltener und lokaler brütet sie in Nordalgerien an der Küste und im Saharaatlas, in Tunesien südlich bis nach Gafsa und Gabès sowie im äußersten Nordwesten Libyens.
Nördlich seiner Brutgebiete ist die Art ein extrem seltener Irrgast mit vier Nachweisen für Frankreich und einem Präparat von 1861, das aus Griechenland stammt. Weitere europäische Beobachtungen wurden aufgrund des hohen Verwechslungsrisikos mit anderen Arten nicht anerkannt.
Der Isabellspötter ist ein Zugvogel und verlässt seine spanischen Brutgebiete im späten Juli und September, die maghrebinischen Brutareale werden zwischen August und Mitte Oktober geräumt. Er erreicht seine Winterquartiere in der Sahelzone, also von Südmauretanien und Senegal bis Südniger und Westtschad, ab Ende August, jedoch hauptsächlich im September und Oktober. In Gambia ist er ab Mitte Oktober anzutreffen; an der Elfenbeinküste, in Ghana und in Südnigeria, wo einzelne Individuen überwintern, tritt er erst ab November auf.
Der Rückzug in die Brutgebiete beginnt im April, findet also recht spät statt. Manche Individuen verbleiben dort auch bis Mai oder Juni oder übersommern sogar in den Überwinterungsquartieren, bisher ist es aber noch nicht zu Brutnachweisen gekommen. Der Rückzug verläuft weiter östlich als der Hinzug, weswegen die Art ein häufiger Durchzügler in den Oasen der westlichen Sahara ist und auch in Ostlibyen ein häufiger und als Irrgast in Ostägypten ein seltener Zugvogel ist. Die maghrebinischen Brutgebiete werden hauptsächlich zwischen Mitte April und Anfang Mai erreicht, die spanischen von Anfang Mai bis Juni.

## Lebensraum
Zu passenden Habitaten zählen verschiedene Arten von trockenen, warmen Gebieten, also beispielsweise Olivenhaine, Obstplantagen, Gärten, mit Weiden und Pappeln gesäumte Flussufer und mit Tamarisken und Oleander bewachsenes Buschland. In Nordmarokko kommt die Art auch in dichter Vegetation mit Ölbäumen und Eichen vor; in Südmarokko ist sie nur in Oasen und Palmenhainen anzutreffen. Meist werden nur niedere Lagen besiedelt, im Atlasgebirge lebt der Isabellspötter jedoch auf bis zu 1400 m Höhe.
Auch in den westafrikanischen Winterquartieren werden trockene Gebiete bevorzugt; dort werden hohe Bäume, Gärten, küstennahes Gestrüpp und dichte Gruppen von Arabischen Gummi-Akazien bewohnt. Mit Vachellia tortilis bewachsene Steppen werden hingegen gemieden.

## Fortpflanzung

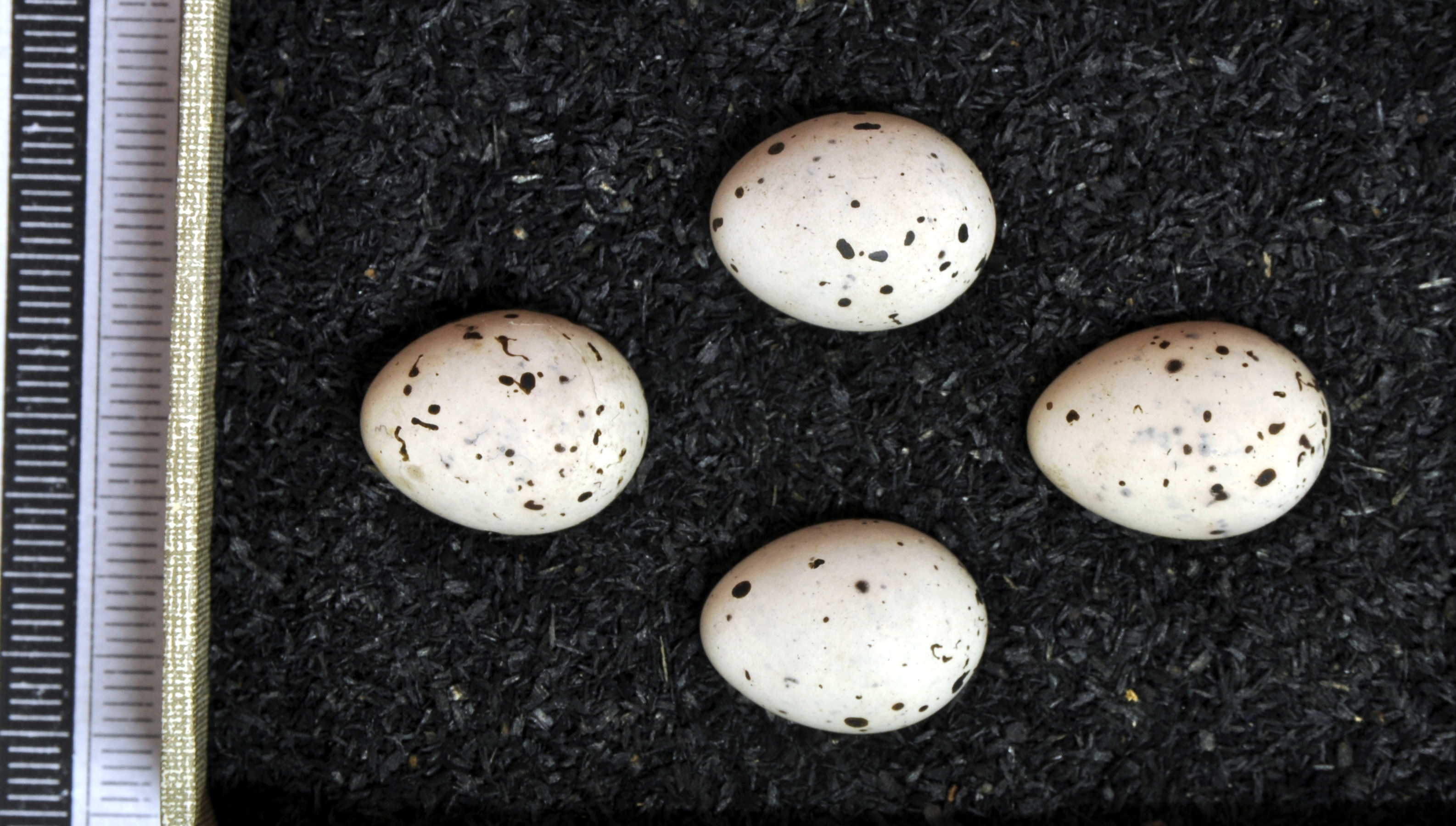
Gelege, Sammlung Museum Wiesbaden

Der Isabellspötter ist im Allgemeinen ein territorialer Vogel, selten schließen sich auch einige Paare zu losen Brutgruppen zusammen. Die Brutzeit dauert in Spanien von Mitte Mai bis Mitte Juni, in Nordwestafrika dagegen von Mitte April bis Anfang Juli, wobei es dort oft zwei Jahresbruten gibt. Das schalenförmige Nest liegt meist in einem Busch oder niedrigen Baum, beispielsweise in Tamarisken, in mindestens 0,7 m bis meist 2,5 m Höhe, ausnahmsweise in bis zu 6 m Höhe, und besteht aus Grashalmen, Zweigen und Haaren und wird mit Fasern, Haaren und Federn ausgekleidet. Das Gelege besteht aus drei bis vier, manchmal auch zwei oder fünf Eiern.

## Systematik und Taxonomie
Die Art wurde erstmals von Jean Cabanis im Jahr 1850 als Hippolais opaca genannt. Die Erstbeschreibung erfolgte durch ihn im Jahr 1851 als Hypolais opaca. Lange wurde sie als konspezifisch mit dem Blassspötter betrachtet. Sie wurde jedoch aufgrund von Differenzen in Morphologie, Stimme, Verhalten und Genetik abgetrennt, die in mehreren Untersuchungen von 1999, 2001 und 2005 aufgezeigt wurden. Außerdem scheint es keine Hybridisation mit der parapatrischen, nordwestafrikanischen Unterart I. p. reiseri des Blassspötters zu geben.
Der Isabellspötter wurde im Jahr 2009 aufgrund von genetischen Analysen von Fregin et al. und vorhergehenden Abhandlungen in die Gattung Iduna transferiert.
Er wird derzeit als monotypisch angesehen.

## Gefährdungssituation
Die Art wird wegen des großen Verbreitungsgebietes von etwa 2.710.000 km² in der Roten Liste der IUCN als nicht gefährdet (Least Concern) eingestuft, auch wenn die Bestände abnehmen. Als Bedrohungen werden Habitatverlust und -degradation, insbesondere die Abholzung und die unzureichende Wiederaufforstung von Wäldern, die intensive Wald- und Landwirtschaft, die Begradigung und Umleitung von Flussläufen, die Industrialisierung und Urbanisierung sowie Flächenbrände gelistet.